# Hesperodes johnsoni
Hesperodes johnsoni är en tvåvingeart som beskrevs av Daniel William Coquillett 1900. Hesperodes johnsoni ingår i släktet Hesperodes och familjen platthornsmyggor. Inga underarter finns listade i Catalogue of Life.